# Хасидские династии
Хасидские династии — династии духовных лидеров хасидизма.

## Описание
Хасидские династии имеют следующие особенности:
- Каждый член династии является духовным лидером, имеющим группу учеников и последователей. Он носит титул «адмор» (ивр. אדמו"ר‎ — аббревиатура слов אדוננו מורנו ורבנו — наш господин, учитель и раввин) или просто «ребе» (идиш רבי‎ — учитель, раввин).
- После смерти лидера титул переходит к его сыну или зятю.
- Династия, как правило, носит название города в Восточной Европе, где родился или жил её основатель, или где начался расцвет соответствующей общины.
- Последователи ребе образуют отдельное направление хасидизма, которое может продолжить существование, даже если династия прервалась.

## История явления
Хасидских династий насчитывается более двух сотен. Основателями первых династий были ученики Бааль Шем Това и его преемника Дов-Бера (XVIII век). Их ученики и сыновья становились в свою очередь основателями династий, большинство которых было основано в XIX веке на западе Российской империи (в черте оседлости) и на востоке Австрийской империи (Австро-Венгрии). После катастрофы европейского еврейства все центры хасидских династий переместились в США и Израиль, где в XX веке стали возникать новые династии.

## Основные хасидские династии
| Название                               | Фамилия                 | Место происхождения                                                                                         | Основатель                                   | Нынешний ребе                                       | Нынешнее местонахождение резиденции ребе или управляющего органа |
| -------------------------------------- | ----------------------- | --- | -------------------------------------------- | --------------------------------------------------- | ---------------------------------------------------------------- |
| Александровская                        | Данцигеры               | Александрув-Лодзинский, Польша                                                                              | Иехиэль Данцигер (1828—1894)                 |                                                     | Бней-Брак, Израиль                                               |
| Амшиновская                            | Калиши                  | Мщонув, Польша                                                                                              | Яаков Довид Калиш из Амшинова (1814—1878)    |                                                     | Боро-Парк, Нью-Йорк, США                                         |
| Ашлаги                                 | Ашлаги                  | Варшава, Польша                                                                                             | Йегуда Лейб Алеви Ашлаг (1886—1954)          |                                                     | Бней-Брак, Израиль                                               |
| Бердичевская                           | Дербаремдикеры          | Бердичев, Украина                                                                                           | Леви Ицхак из Бердичева (1740—1810)          |                                                     | Рамапо, штат Нью-Йорк, США                                       |
| Белзская                               | Рокеахи                 | Белз, Галиция (сейчас — Украина)                                                                            | Шолом Рокеах (1781—1855)                     |                                                     | Иерусалим, Израиль                                               |
| Бобовская                              | Гальберштамы            | Бобова, Галиция (сейчас — Польша)                                                                           | Шломо Гальберштам (1847—1905)                |                                                     | Боро-Парк, Нью-Йорк, США                                         |
| Бостонская                             | Горовицы                | Бостон, Массачусетс, США                                                                                    | Пинхас Довид Горовиц (1876—1941)             |                                                     | Бруклайн, Массачусетс, США                                       |
| Боянская                               | Фридманы                | Бояны, Буковина (сейчас — Украина)                                                                          | Ицхок Фридман (1850—1917)                    |                                                     | Иерусалим, Израиль                                               |
| Браславская (Бресловская, Брацлавская) |                         | Брацлав, Украина                                                                                            | Нахман из Брацлава (1772—1810)               |                                                     | Иерусалим, Израиль                                               |
| Бяльская                               | Рабиновичи              | Бяла-Подляска, Польша                                                                                       | Ицхок Яаков Рабинович (ум. в 1905)           |                                                     | Боро-Парк, Нью-Йорк, США                                         |
| Вижницкая                              | Агеры                   | Вижница, Буковина (сейчас — Украина)                                                                        | Менахем Мендл Агер из Косова (1830—1884)     |                                                     | Бней-Брак, Израиль                                               |
| Гурская (Герская)                      | Альтеры                 | Гура-Кальвария, Польша                                                                                      | Ицхак Меир Альтер (1799—1866)                |                                                     | Иерусалим, Израиль                                               |
| Душинские                              | Душинские               | Иерусалим, Израиль                                                                                          | Йосеф-Цви Душинский (1865—1948)              |                                                     | Иерусалим, Израиль                                               |
| Звягельская (Звягельско-Межбижская)    | Гольдманы               | Новоград-Волынский (до 1795 — Звягель), Украина                                                             | Моше из Звягиля (ум. в 1831)                 |                                                     | Израиль, США                                                     |
| Карлинская (Карлин-Столинская)         | Перловы                 | Карлин (сейчас в составе города Пинск), Белоруссия                                                          | Аарон Великий из Карлина (1736—1772)         |                                                     | Гиват-Зеев и Иерусалим, Израиль                                  |
| Койдановская                           | Перловы / Зильберфарбы  | Койданов (современный Дзержинск), Белоруссия                                                                | ребе Шломо Хаим Перлов (1797-1862)           |                                                     | Израиль                                                          |
| Любавическая (Хабад, Хабад Любавич)    | Шнеерсоны               | Любавичи, Россия                                                                                            | Шнеур Залман из Ляд (1745—1813)              | Последний ребе — Менахем Мендл Шнеерсон (1902—1994) | Краун-Хайтс, Нью-Йорк, США                                       |
| Махновская                             | Тверские                | Махновка, Украина                                                                                           | Йосеф-Меир Тверский (1860—1917)              |                                                     | Бней-Брак, Израиль                                               |
| Модзицкая (Моджицкая)                  | Таубы                   | Демблин, Польша                                                                                             | Йехезкель Тауб из Кузмира (1755—1856)        |                                                     | Бней-Брак, Израиль                                               |
| Мункачская                             | Спира/Рабиновичи        | Мукачево, Закарпатье (сейчас — Украина)                                                                     | Шломо Спира (1831—1893)                      |                                                     | Боро-Парк, Нью-Йорк, США                                         |
| Надворненская                          | Лайферы                 | Надворная, Галиция (сейчас — Украина)                                                                       | Мордехай Лайфер (1835—1894)                  |                                                     | Бней-Брак, Израиль                                               |
| Никольсбургская                        | Лебовицы                | Микулов (немецкое название — Никольсбург), Моравия, Чехия                                                   | Шмуэль Шмелке Горовиц (1726—1778)            | ребе Йосеф Йехиэль Михл Горовиц                     | Рамапо, штат Нью-Йорк, США                                       |
| Папская                                | Гринвальды              | Папа, Венгрия                                                                                               | Моше Гринвальд (1853—1910)                   |                                                     | Уильямсберг, Нью-Йорк, США                                       |
| Радзинская (Избицко-Радзинская)        | Лайнеры / Энгларды      | Избица, Радзынь-Подляский, Польша                                                                           | Мордехай-Йосеф Лайнер из Избицы (1801—1854)  |                                                     | Бней-Брак, Израиль                                               |
| Рахмастривская                         | Тверские                | Ротмистровка, Украина                                                                                       | Йоханан Тверский (1816—1895)                 |                                                     | Боро-Парк, Нью-Йорк, США                                         |
| Савранская                             | Гитерманы               | Саврань, Украина                                                                                            | Моше Цви Гитерман (1775—1838)                | Савранский ребе Ицхак Меир Агер                     | Иерусалим, Израиль                                               |
| Садигурская                            | Фридманы                | Садгора, Буковина (сейчас в составе города Черновцы), Украина                                               | Авраам Яаков Фридман (1820—1883)             |                                                     | Бней-Брак, Израиль                                               |
| Санц-Клаусенбургская                   | Гальберштамы            | Новы-Сонч, Галиция (сейчас — Польша), Клуж-Напока (немецкое название — Клаусенбург), Трансильвания, Румыния | Хаим Гальберштам из Санца(1796—1876)         |                                                     | Боро-Парк, Нью-Йорк, США                                         |
| Сатмарская                             | Тейтельбаумы            | Сату-Маре, Трансильвания, Румыния                                                                           | Моше Тейтельбаум из Уйхеля (1759—1841)       |                                                     | Кирьяс-Джоэль, штат Нью-Йорк, США                                |
| Сквирская                              | Тверские                | Сквира, Украина                                                                                             | Ицхак Тверский                               |                                                     | Рамапо, штат Нью-Йорк, США                                       |
| Сколевская                             | Рабиновицы              | Сколе, Галиция (сейчас — Украина)                                                                           | Элиезер-Хаим Рабиновиц из Ямполы (1845—1916) |                                                     | Боро-Парк, Нью-Йорк, США                                         |
| Скулянская                             | Португалы               | Скуляны, Молдавия                                                                                           | Элиэйзер-Зисе Португал (1898—1982)           |                                                     | Боро-Парк, Нью-Йорк, США                                         |
| Слонимская                             | Вайнберги / Березовские | Слоним, Белоруссия                                                                                          | Авраам из Слонима (1804—1883)                |                                                     | Иерусалим, Бней-Брак, Израиль                                    |
| Спинковская                            | Вайссы                  | Сэпынца, Трансильвания, Румыния                                                                             | Йосеф-Меир Вайсс (1838—1909)                 |                                                     | Уильямсберг, Нью-Йорк, США; Иерусалим, Бней-Брак, Израиль        |
| Стропковская                           | Гальберштамы            | Стропков, Словакия                                                                                          | Авроом-Шолом Гальберштам (1856—1940)         |                                                     | Уильямсберг, Нью-Йорк, США; Иерусалим, Бней-Брак, Израиль        |
| Чернобыльская                          | Тверские                | Чернобыль, Украина                                                                                          | Менахем Нахум Тверский (1730—1797)           |                                                     | Боро-Парк, Нью-Йорк, США, Ашдод, Бней-Брак, Израиль              |
| Шомер Эмуним                           | Роты                    | Иерусалим, Израиль                                                                                          | Аарон Рот (1894—1947)                        |                                                     | Иерусалим, Израиль                                               |